# Oddziały antyterrorystyczne
Grupy antyterrorystyczne – wyspecjalizowane jednostki policji, przechodzące specjalistyczne szkolenie w zakresie przeciwdziałania terroryzmowi. Ich działania to m.in.:
- zatrzymywanie najbardziej niebezpiecznych przestępców
- zwalczanie terroryzmu
- prowadzenie poszukiwań ludzi pod wodą (nurkowanie), a także przedmiotów pochodzących z przestępstw
- udział w akcjach ratowniczych podczas klęsk żywiołowych i katastrof
- unieszkodliwianie ładunków wybuchowych - pirotechnik  (saper)
- ochranianie ważnych osobistości, delegacji państwowych.

## Grupy antyterrorystyczne w Polsce
Funkcjonariusze SPKP (Samodzielnego Pododdziału Kontrterorystycznego Policji), BOA KGP biorą udział w akcjach o najwyższym stopniu ryzyka, dlatego też muszą być doskonale przygotowani. W czasie żmudnych treningów policjanci do perfekcji opanowują taktykę działań, sztuki walki wręcz, strzelanie, nurkowanie, skoki spadochronowe, ratownictwo wysokościowe, ochronę osób, działania z materiałami i urządzeniami wybuchowymi. Nieustannie podnoszą swoje kwalifikacje i doskonalą umiejętności, także pod okiem specjalistów amerykańskich, angielskich, francuskich, izraelskich. 
Antyterroryści dysponują nowoczesnym (wysokiej jakości) sprzętem ochrony osobistej, do nurkowania, alpinistycznym, bronią krótką i długą, a także sprzętem do wyszukiwania i neutralizacji materiałów i urządzeń wybuchowych. Do dyspozycji mają lądowe, wodne i powietrzne środki transportu.
Innymi polskimi jednostkami tego typu są Oddziały specjalne Żandarmerii Wojskowej, Wydział V DPK ABW.

## Oddziały antyterrorystyczne na świecie
- SAS - Special Air Service (Wielka Brytania)
- SWAT - Special Weapons And Tactics (USA)
- GSG 9 - Grenzschutzgruppe 9 (Niemcy)
- SEK - Sondereinsatzkomando (Niemcy)
- COBRA (Austria)
- GIGN - Groupe d'Intervention de la Gendarmerie Nationale (Francja)
- SPKP - Samodzielny Pododdział Kontrterrorystyczny Policji (Polska)
- Grupa Alfa CSN FSB (Rosja)
- Grupa Wympieł CSN FSB
- Kommando Spezialkräfte (Niemcy)